# Familia Delano

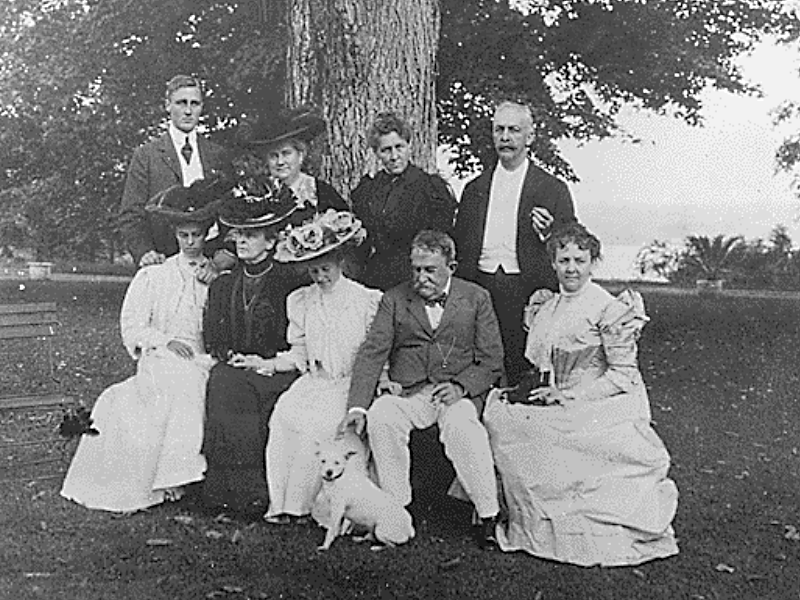
Franklin Delano Roosevelt y Eleanor Roosevelt y miembros de la familia Delano en Newburgh, Nueva York. (1906)

En Estados Unidos, la familia Delano incluye a personas conocidas como los presidentes de Estados Unidos Franklin Delano Roosevelt y Calvin Coolidge, el presidente de EE. UU. y general del Ejército de la Unión Ulysses S. Grant, la escritora Laura Ingalls Wilder, y el astronauta Alan B. Shepard. Su progenitor fue Felipe de Lannoy (1602-1681). El peregrino de ascendencia Valona llegó a Plymouth, Massachusetts, a principios de 1620. Sus descendientes también incluyen Frederic Adrian Delano, Robert Redford y Paul Delano.  Antepasados de la familia Delano incluyen peregrinos que fletaron el Mayflower, siete de sus pasajeros y tres firmantes del Pacto del Mayflower.

## La familia De Lannoy en Europa
Philippe de Lannoy nació en Leiden el 7 de diciembre de 1602, de padres religiosos refugiados valones Jan Lano, nacido Jean de Lannoy en 1575 en Tourcoing, y Marie Mahieu de Lille, Países Bajos Españoles en la Flandes Valona, situados ambos en la actualidad en el norte de Francia. Sus padres se casaron en la Iglesia Valona de Leiden el 13 de enero de 1596. Su padre murió en 1604 en Leiden. El abuelo de Philippe, Gilberto de Lannoy de Tourcoing, nació católico pero al parecer se convirtió en uno de los primeros protestantes. Abandonó el continente con su familia y se fueron a Inglaterra, probablemente, a finales de la década de 1570 y más tarde, en 1591, se trasladaron a Leiden, un puerto seguro para los disidentes religiosos. La familia Mahieu llegó en Leiden en la misma época, habiendo estado anteriormente en Armentèries, cerca de Lille. El nombre de la familia de Lannoy deriva probablemente de la ciudad de Lannoy (un nombre derivado del latín y francés altum "l'Aulnaie", que significa "plantación de alisos"), también cerca de Lille.

### Emigración a América
Al llegar de Inglaterra, la familia de Philippe de Lannoy se afilió a la Iglesia Valona de Leiden, cuyos servicios eran en francés, lo que indica que probablemente hablaban francés o el dialecto del francés picardo.  Discernir el momento y el alcance de su contacto con la congregación del pastor John Robinson en Leiden es desconocida, pero Philippe eventualmente se unió al viaje organizado por Robinson hacia el continente americano. Los peregrinos de Leiden compraron el Speedwell para el viaje. Aunque su nombre no aparece en la lista de pasajeros, el investigador del Mayflower Jeremy Bangs, cree que Philippe se unió a su tío materno Francis Cooke (esposo de la hermana de su madre, Hester Mahieu) y a su joven primo John Cooke en el viaje del Speedwell desde Delfshaven a Southampton para subir al Mayflower. Es posible que Philippe fuese separadamente a Inglaterra en lugar que con el Speedwell. Se reunieron en Inglaterra con otros peregrinos y otros colonizadores asalariados para organizar el viaje con los dos barcos. El Speedwell se demostró no estar en condiciones de navegar y once de sus pasajeros se unieron a la Mayflower.  No se sabe los veinte (incluyendo a Robert Cushman y Philippe de Lannoy) que no pudieron navegar en el Mayflower regresaron a Leiden o permanecieron en Inglaterra. El Mayflower procedió en solitario con una compañía combinada de 103, dejando Plymouth el 6 de septiembre de 1620, llegando al puerto de Cape Cod el 11 de noviembre de 1620. El Fortune sustituyó al Speedwell, navegando hacia la colonia de Plymouth a principios de julio de 1621, llegando el 9 de noviembre de 1621, con Philippe entre sus pasajeros.

### Vida en América
Philippe de Lannoy se unió y residió con su tío Francis Cooke y su primo John, que habían llegado en el Mayflower el año anterior. En 1623, recibió una concesión de tierra en Plymouth pero vendió esta propiedad en 1627 y se trasladó a Duxborough. En 1634, en Plymouth, Massachusetts, se casó con Hester Dewsbury. Sus hijos: 1. Mary Delano, n. aprox. 1635; 2. Philip Delano, n. aprox. 1637; 3. Hester o Esther Delano, n. aprox. 1640; 4. Thomas Delano, n. 21 de marzo de 1642; 5. John Delano, n. 1644; 6 Jonathan Delano, n. 1647-1648, probablemente en Duxbury, Massachusetts.  Delano prosperó y fue parte del grupo que organizó la construcción de carreteras y puentes de todo el pueblo. Hester murió después de 1648. Antes de 1653 se casó con la viuda María Pontus Glass, n. aprox. 1625, con la que tuvo tres hijos: 1. Jane Delano; 2. Delano Rebecca; 3. Samuel Delano. Sirvió en la guerra de Pequot de 1637 como voluntario. En 1652, se unió a otros 35 colonos para la compra de bienes comerciales con lo que entonces se llamó el municipio Dartmouth de Massasoit, el líder de los Wampanoag, que estableció los límites.  Se vendió a la Sociedad Religiosa de los Amigos o Cuáqueros, que deseaban vivir fuera de las estrictas leyes religiosas de los puritanos. Philippe dio su parte de la adquisición, 800 acres (3,2 km²), a su hijo Jonathan Delano. Murió el 22 de agosto de 1681, en Bridgewater, Massachusetts. Una gran parte de su prole llegarían a ser prominentes marineros, balleneros y los constructores navales. El éxito comercial posterior de algunos Delano fue tal, que pasarían a formar parte de la aristocracia de Massachusetts, a veces referida como uno de los brahmanes de Boston (las "primeras familias de Boston").

## Descendientes
Jonathan se casó con Mercy Warren, nieta del pasajero del Mayflower Richard Warren; entre sus descendientes directos se encuentran la escritora Laura Ingalls Wilder, el presidente Ulysses S. Grant, presidente Calvin Coolidge, el antropólogo Robert Redfield, el astronauta Alan B. Shepard, la compositora Martina McBride y el poeta Conrad Aiken Potter. 
Con el tiempo, los miembros de la familia emigraron a otros estados, incluyendo Michigan, Maine, Nueva York, Ohio, Oklahoma, Virginia, Vermont o tan lejanos como Chile, donde hoy descendientes del Capitán Paul Delano son numerosos y prominentes. De la rama de Nueva York, Sara Delano Roosevelt se casó con James y su único hijo, Franklin Delano Roosevelt, se convirtió en Presidente de los Estados Unidos.
Familia Delano en América
- Columbus Delano (1809–1896), estadista
- Diane Delano, (born 1957), actriz
- Francis R. Delano, (1842–1892), banquero, Funcionario Ejecutivo de Ferrocarriles
- Frederic Adrian Delano II, (1863–1953), ingeniero civil, miembro del Club Comercial de Chicago, hermano de  Sara
- Warren Delano, Jr., abuelo del Presidente Franklin D. Roosevelt y Jefe de Operaciones de la Russell & Company, cuyo negocio incluía el tráfico de opio en Cantón.
- Jane Arminda Delano, (1862–1919), Enfermera
- Hubert Delano, (1917-1999)
- Paul Delano, (1775–1842), Capitán de navío de la Armada de Chile
- Sara Ann Delano (1854-1941), Madre de Franklin D. Roosevelt
- Franklin Delano Roosevelt, (1882–1945), Presidente de los Estados Unidos
- William Adams Delano (1874–1960), Arquitecto
- Mary Gray-Reeves (daughter of Florence Delano Gray) (born 1962), Primera mujer Obispo Episcopaliana en California
- James Whitlow Delano (1960), Fotógrafo
- Dennis A. Delano Sr. (1951), Juez, reabrió un caso cerrado en Nueva York, liberando a una mujer condena, bajo la evidencia del DNA.

Topónimos de la Familia Delano
- Delano, California, nombrado así por Columbus Delano
- Delano, Minnesota, nombrado así por Francis R. Delano
- Delano, Pensilvania y el Municipio de Delano, (condado de Schuylkill), Pensilvania), nombrado así por Warren Delano II